# Twin Coach

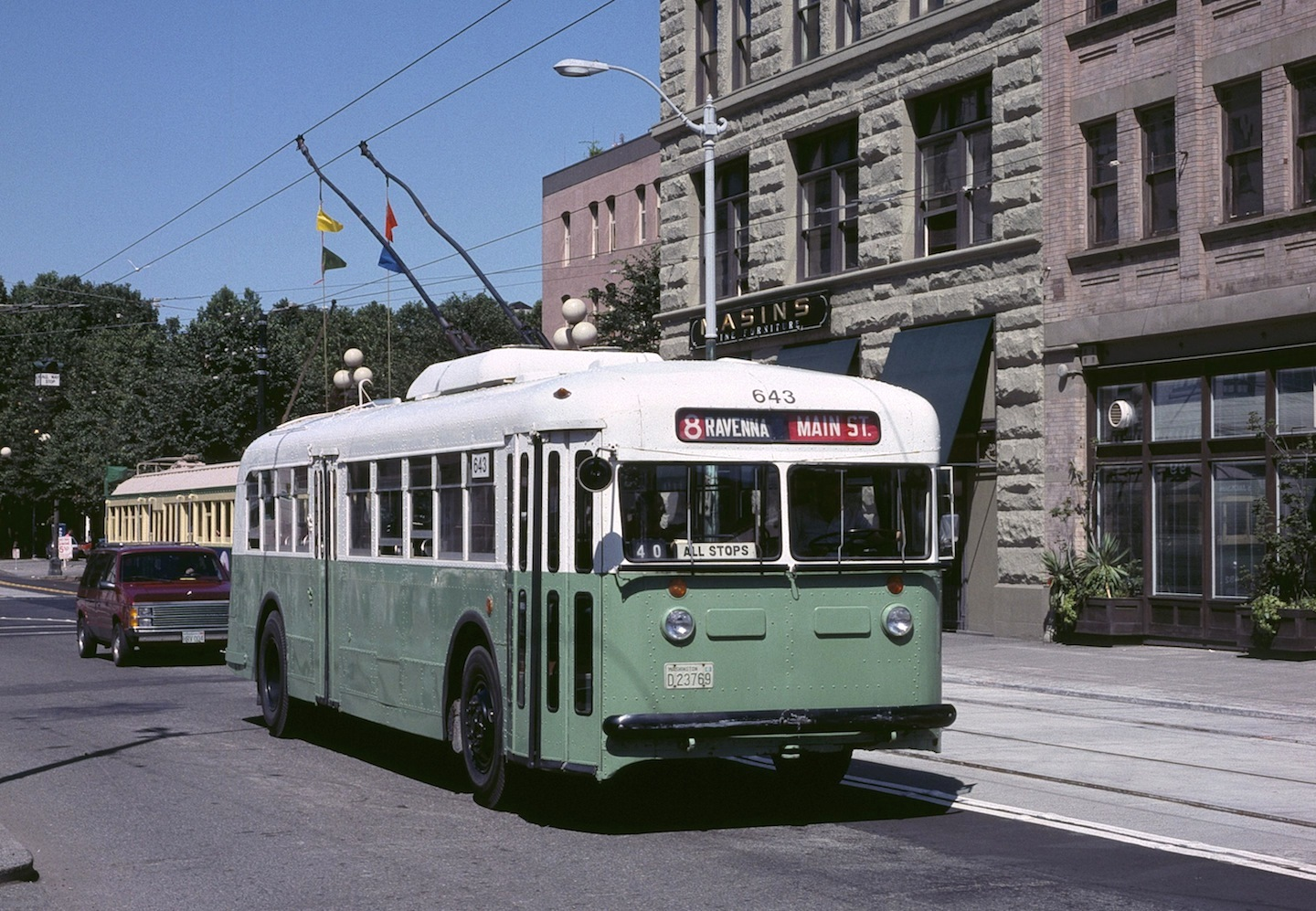
Seattle Twin Coach trolleybus.

Twin Coach was een Amerikaanse autobus- en trolleybus- fabrikant en de opvolger van het bedrijf Fageol.
Twin Coach was een productiebedrijf voor autobussen en trolleybussen, dat tussen 1927 en 1950 bekend werd vanwege de technisch vernieuwende modellen die er werden ontwikkeld. Het bedrijf was eigendom van de broers Fageol, die het in 1916 onder de naam Fageol hadden opgericht. Het werd in 1927 hernoemd tot Twin Coach. Het hoofdkantoor van Twin Coach was gevestigd in Kent, Ohio. Het bedrijf werd in 1950 verkocht aan Flxible. In de jaren 60 hebben de broers nog een keer een bedrijf gehad onder de naam Highway Products.

## Producten
De bussen die door de Twin Coach gemaakt werden stonden bekend als vernieuwend. Het geraamte van de bus was uniek omdat er twee motoren in lagen, waardoor er een hogere snelheid behaald kon worden en er meer mensen in konden worden vervoerd. Door de jaren heen ontwikkelde het bedrijf ook een 6 cilinder lpg bus.